# Zelenîi Hai, Malîn
Zelenîi Hai (în ucraineană Зелений Гай) este un sat în comuna Nedașkî din raionul Malîn, regiunea Jîtomîr, Ucraina.

## Demografie
Componența lingvistică a localității Zelenîi Hai
     Ucraineană (94,74%)
     Rusă (5,26%)
Conform recensământului din 2001, majoritatea populației localității Zelenîi Hai era vorbitoare de ucraineană (94,74%), existând în minoritate și vorbitori de rusă (5,26%).